# Список ігрових видів спорту з м'ячем
До списку віднесені ігрові види спорту, у яких основним або одним з основних ігрових знарядь є м'яч або куля.

## Перелік
- Англбол
- Бадмінтон
- Баскетбол
- Баскетбол на воді
- Баскська пелота
- Бейсбол
- Більярд
  - Карамболь
  - Російський більярд
  - Пул (or pocket billiards)
  - Снукер
- Боулз
- Боулінг
  - Ірландський вуличний боулінг
- Бочче
- Брумбол
- Вабоба
- Валенсійська пілота
- Велобол
- Віффлбол
- Водне поло
- Волейбол
  - Пляжний волейбол
  - Волейбол сидячи
- Гандбол:
  - Американський гандбол
  - Австралійський гандбол
  - Гельський гандбол
- Герлінг
- Гилка
- Голбол
- Гольф
- Гувербол
- Джай-алай
- Доджбол
- Же-де-пом
- Жонглювання
- Жоркібол
- Камогі
- Каное-поло
- Квадрат
- Кікбол
- Кікер
- Кінбол
- Клутшітен
- Кодебол
- Корфбол
- Крикет
- Крокет
  - Роккі
- Лагорі
- Лакрос
- Маглівський квіддіч
- Месоамериканська гра у м'яч
- Міштекська пелота
- Нетбол
- Newcomb ball
- Omnikin Ball
- Paddle ball
- Петанк
- Піклбол
- Піонербол
- Поло
  - Велосипедне поло
  - Каное-поло
  - Поло на слонах
  - Кінне поло
  - Полокросс
  - Поло на сегвеях
  - Поло на яках
- Пушбол
- Ракетбол
- Рапідбол
- Раундерз
- Рингбол
- Рінго
- Рок-Іт-Бол
- Сепак-такро
- Сквош
- Скібол
- Слембол
- Софтбол
- Стрекебол
- Стікбол
- Стритбол
- Тібол
- Теніс
  - Настільний теніс
- Тетербол
- Улама
- Фістбол
- Флікербол
- Флорбол
- Футбег
- Футбол
  - Футбол (соккер)
    - Футзал
    - Шоубол
    - Пляжний футбол
    - Футбол (7x7)

  - Австралійський футбол
  - Гельський футбол
  - Американський футбол
  - Канадський футбол

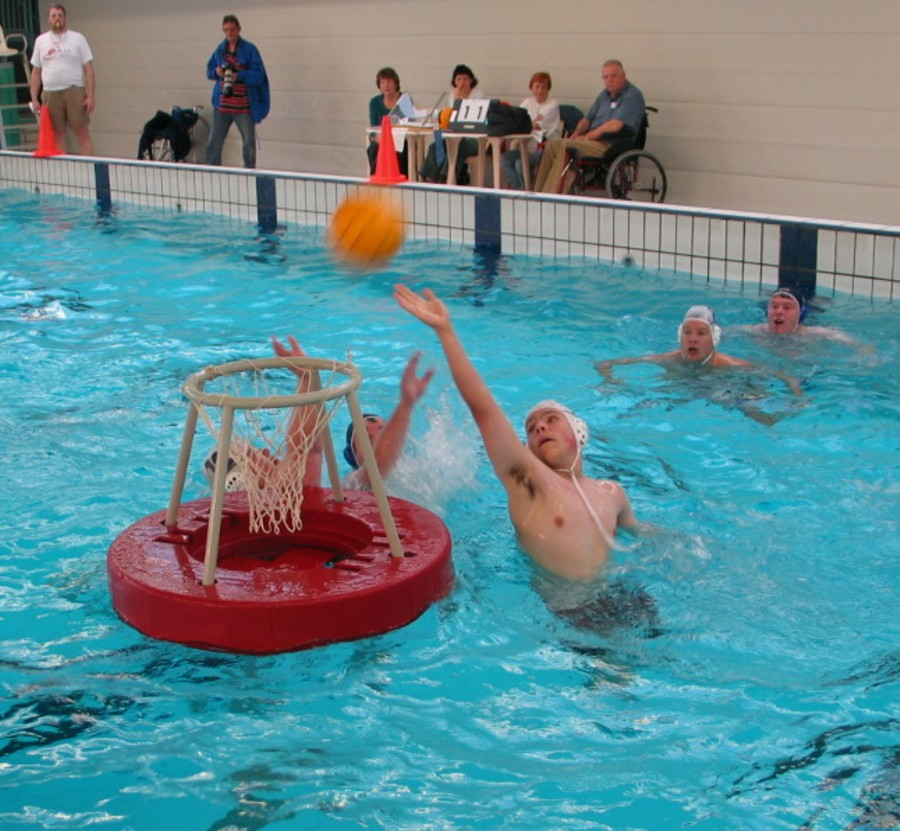
Баскетбол на воді

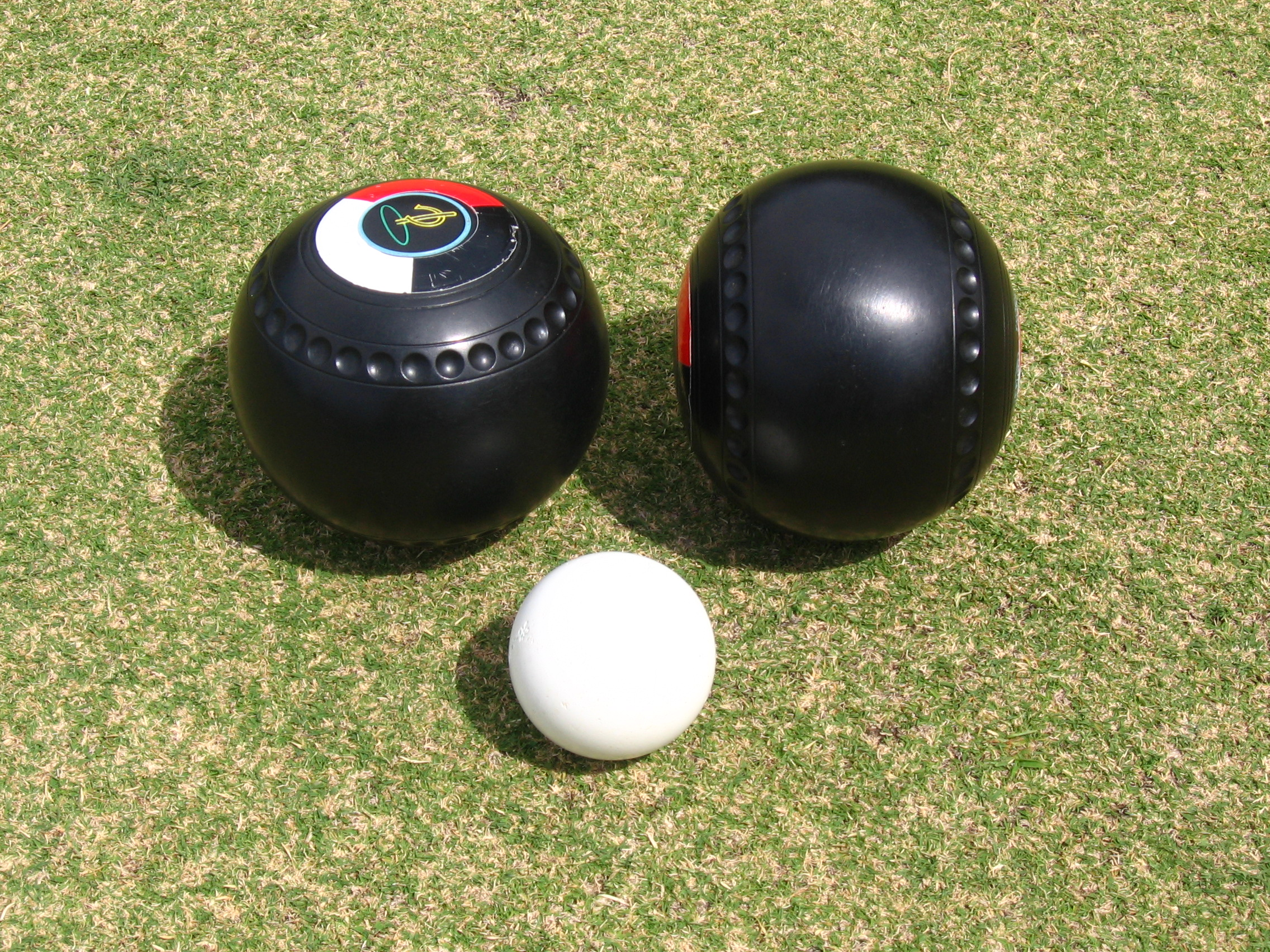
Кулі для боулза

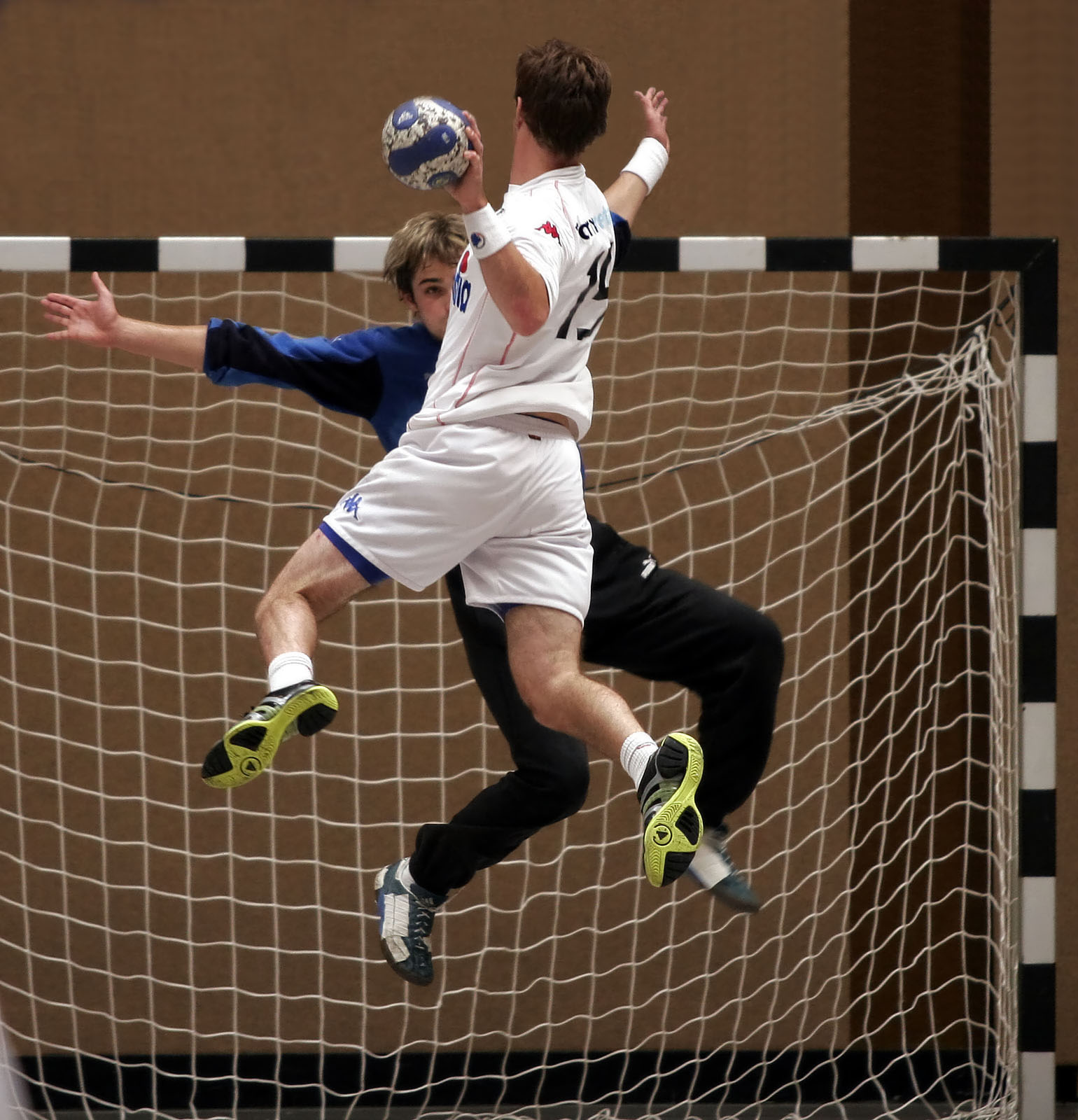
Гандбол

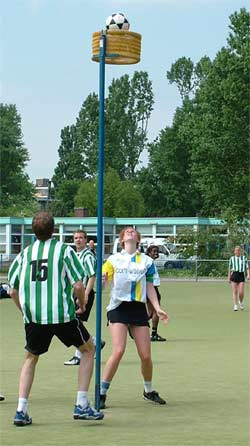
Корфбол

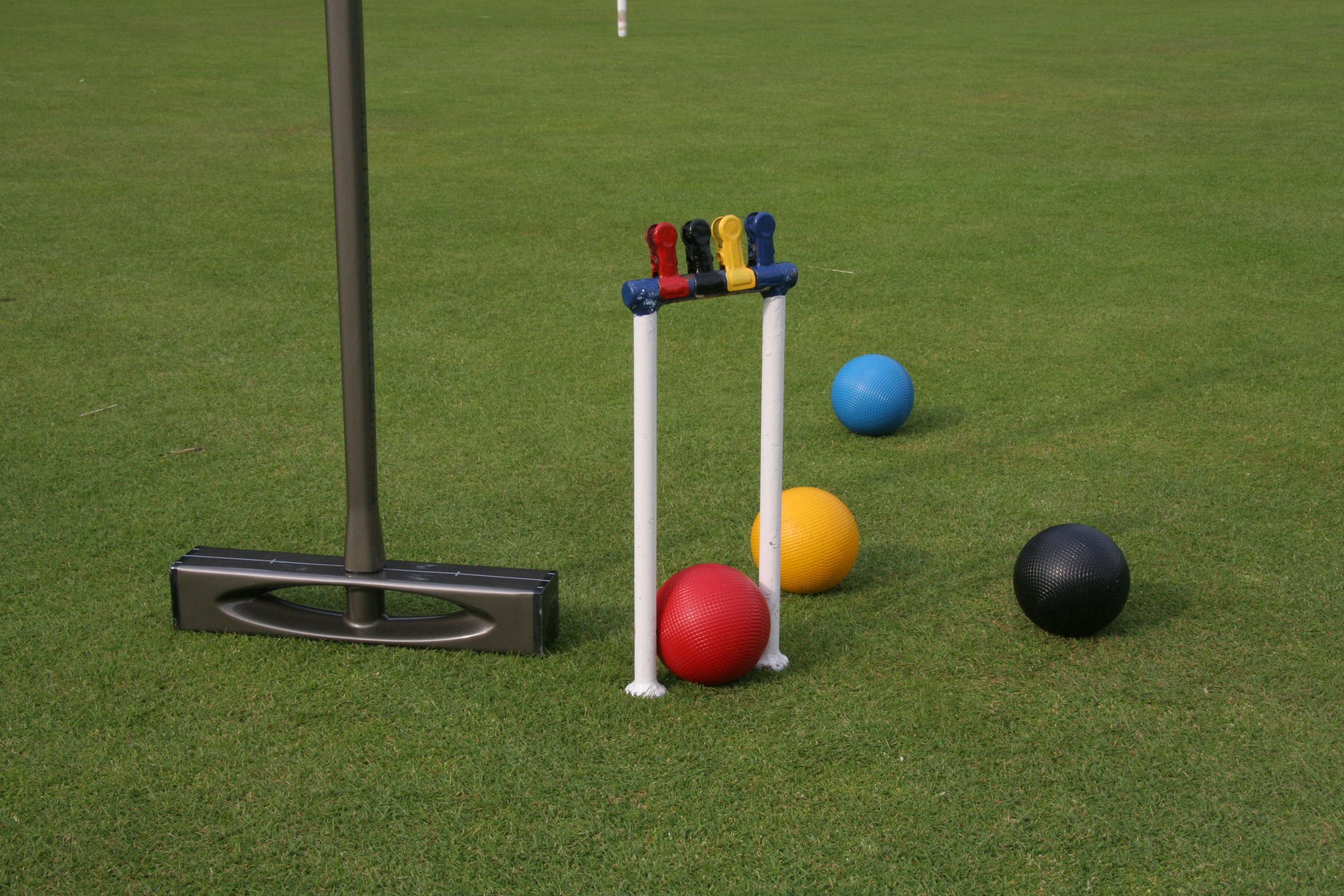
Інвентар для гри у крикет

  - Американський футбол у закритих приміщеннях
  - Футболтеніс
  - Середньовічний футбол
  - Регбі
    - Регбіліг
    - Регбі-юніон
    - Підводний регбі
    - Регбі на інвалідних кріслах

  - Підводний футбол
  - Кемарі
- Футволей
- Футгольф
- Хокей з м'ячем
- Чукбол
- Шінті

| Спорт | Це незавершена стаття про спорт. Ви можете допомогти проєкту, виправивши або дописавши її. |